# Cyclarhis nigrirostris
Cyclarhis nigrirostris е вид птица от семейство Vireonidae.

## Разпространение
Видът е разпространен в Колумбия и Еквадор.